# Сысоев, Гелий Борисович
Гелий Борисович Сысоев (род. 29 апреля 1936, Ленинград) — советский и российский актёр театра и кино. Заслуженный артист Российской Федерации (2001).

## Биография
Родился 29 апреля 1936 года в городе Ленинграде в семье военнослужащих: отец был командиром подводной лодки, мать - медсестрой. В 1941 году Великая Отечественная война разлучила сына и родителей. Маленький Гелий вместе с бабушкой остался в Ленинграде и прошёл все тяготы блокады. 
Закончив школу, устроился работать механиком-сборщиком НИИ № 400. Затем ушёл в армию, а после демобилизации решил попытать счастья в осуществлении своей давней мечты — стать клоуном. В итоге, поступил на актёрский факультет Ленинградского театрального института имени А. Н. Островского, на курс Бориса Павловича Петровых, и окончил его в 1960 году. 
С 1960 по 1962 работал актёром Петрозаводского музыкально-драматического театра. С 1962 по 1972 и с 1989 по 2008 — актёр Академического театра драмы им. А. С. Пушкина (Александринского театра). С 1972 по 1989 гг. — актёр студии киноактёра на «Ленфильме». В настоящее время — актёр Театра на Литейном в Санкт-Петербурге.
В 2001 году Гелию Борисовичу Сысоеву было присвоено почётное звание «Заслуженный артист России». В 2006 году награждён медалью ордена «За заслуги перед Отечеством» II степени.

## Личная жизнь
Сын — Максим Гельевич Сысоев. 
Дочь — Анастасия Гелиевна Федотова. 
Дочь — Олеся Гелиевна Сысоева.

## Творчество

### Роли в театре

#### Ленинградский академический театр драмы имени А. С. Пушкина(1962-1972, 1989-2008)
- 1962 — «Танцы на шоссе» З. Е. Гердта, М. Г. Львовского — Костя
- 1963 — «Гроза» А. Н. Островского — Шапкин
- 1964 — «Ночь в Беловодске» Л. А. Обухова — Лётчик
- 1964 — «На диком бреге» по Б. Н. Полевому — Игорь
- 1965 — «Чти отца своего» В. В. Лаврентьева — Всеволод, позже (1967) — Максим Трофимович
- 1966 — «Ярость» Е. Г. Яновского —
- 1966 — «Тяжкое обвинение» Л. Р. Шейнина — Парень в кепке
- 1967 — «Дело, которому ты служишь» по Ю. Герману — Саша Золотухин
- 1967 — «Кремлёвские куранты» Н. Ф. Погодина — Первый беспризорник
- 1968 — «Душной ночью» Дж. Болла и С. Силлифанта — Рольф, служащий в закусочной
- 1968 — «Нахлебник» И. С. Тургенева — Пётр, лакей
- 196? — «На дне» М. Горького — Алёшка
- 1969 — «Справедливость — мое ремесло» Л. Жуховицкого — Поэт
- 1969 — «Обыкновенная история» по роману И. А. Гончарова — Поспелов
- 1970 — «Мария» А. Д. Салынского — Константин Авдонин
- 1970 — «Артём» («Пепел Клааса») А. Хазина; постановка В. В. Эренберга и А. Н. Даусона — Член боевой дружины
- 1971 — «Сказки старого Арбата» А. Н. Арбузова — Лёвушка
- 1971 — «Мария» А. Д. Салынского — Константин Авдонин
- 1971 — «Одни, без ангелов» Л. Жуховицкого. Постановка В. В. Эренберга —
- 1972 — «Вишневый сад» А. П. Чехова — Епиходов
- 1990 — «Свои люди — сочтёмся» А. Н. Островского — Рисположенский
- 1998 — «Женитьба» Н. В. Гоголя. Режиссёр: А. Галибин — Жевакин
- 2004 — «Ревизор» Н. В. Гоголя — Коробкин

#### Санкт-Петербургский государственный театр на Литейном
- 2014 — «Поминальная молитва» Г. Горина по Шолому-Алейхему; реж. Александр Кузин — Лейзер-Волф, мясник

## Фильмография
- 1960 — Осторожно, бабушка! — участник собрания в клубе (в титрах не указан)
- 1961 — Горизонт — Слава
- 1962 — Завтрашние заботы — Корпускул
- 1962 — Черёмушки — подрывник
- 1963 — Каин XVIII — лакей
- 1964 — Весенние хлопоты — Костя
- 1965 — Авария — Михаил Александрович Кузнецов
- 1965 — Одесские каникулы — шофёр
- 1965 — Сегодня — новый аттракцион — Володя
- 1967 — Хроника пикирующего бомбардировщика — капитан медицинской службы
- 1967 — Свадьба в Малиновке — Андрейка
- 1967 — Происшествие, которого никто не заметил — друг Вали
- 1967 — Зелёная карета — Тросников
- 1969 — На пути в Берлин — Крутиков
- 1971 — Ход белой королевы — фотограф в военном госпитале
- 1971 — Месяц август — сын Клима
- 1972 — Двенадцать месяцев — глашатай
- 1972 — Боба и слон — служитель зоопарка
- 1973 — Прикосновение — Петухов
- 1973 — Плохой хороший человек — Сипачев
- 1973 — Горя бояться — счастья не видать — Солдат Иван Тарабанов и Скоморох
- 1974 — Сержант милиции — сержант
- 1974 — Последний день зимы
- 1975 — Одиннадцать надежд — Петр Владимирович
- 1975 — Единственная — Серёга
- 1976 — Строговы — Антон Топилкин
- 1976 — Ключ без права передачи — Константин Иванович
- 1976 — 72 градуса ниже нуля — радист Коля
- 1978 — Молодая жена — Федя-гармонист
- 1978 — Двое в новом доме — приятель Сергея
- 1978 — Артём — Каретников
- 1979 — Приключения принца Флоризеля — сыщик Крафт
- 1979 — Пани Мария — Гриша
- 1979 — Ваша профессия? — сотрудник милиции (короткометражный)
- 1981 — Снег на зелёном поле
- 1982 — Остров сокровищ — Глухонемой Гарри
- 1982 — За счастьем
- 1983 — Бастион
- 1984 — Три процента риска — Углов
- 1984 — Макар-следопыт — Данила, хозяин постоялого двора
- 1985 — Снегурочку вызывали?
- 1987 — Два берега — Кондратьев
- 1993 — Конь белый — Виктор Пепеляев
- 1993 — Аляска Кид / Alaska Kid / Złoto Alaski (ФРГ, Россия, Польша) — игрок в казино
- 1994 — Последнее дело Варёного — Петр Иванович
- 1995 — Зимняя вишня 3 — эпизод (22 серия)
- 1999 — Улицы разбитых фонарей-2 — Андрей Михайлович Бонч
- 2000—2004 — Вовочка — полковник
- 2001 — Кобра — Яри
- 2005 — Ревизор (фильм-спектакль) — Коробкин
- 2005 — Мастер и Маргарита — зритель в зале
- 2006 — Столыпин… Невыученные уроки — Герман Лопатин
- 2006 —2007 — Мечты Алисы — комендант
- 2009 — Морские дьяволы—3 — Кок
- 2010 — Смерть Вазир-Мухтара. Любовь и жизнь Грибоедова — Крылов
- 2012 — Военная разведка. Первый удар (фильм 4-й «Троянский конь») — Игнат Ильич
- 2013 — Задания особой важности. Операция «Тайфун» — Антон Павлович, военврач
- 2021 — «Река памяти» — ветеран

## Озвучивание
- 1937 — Белоснежка и семь гномов (мультфильм) — Весельчак (дубляж студии «Невафильм», 2001)
- 1940 — Пиноккио — сверчок Джимини
- 1961 — Тайны Бургундского двора — граф де Сенак (роль Ги Делорма)
- 1968 — Лев зимой — Джон /Иоанн Безземельный (роль Найджела Терри)
- 1972 — Ель во ржи — Андрей (роль Арниса Лицитиса)
- 1973 — Необычный случай — молодой детектив (роль Калью Комиссарова)
- 1973 — Гибель Японии
- 1973 — Куда уходят сказки — Гядиминас (роль Альгиса Кибартаса)
- 1973 — Ключи от города — Райбайс (роль Яниса Паукштелло)
- 1973 — Плохой хороший человек — Победов, дьякон (роль Георгия Корольчука)
- 1973 — Счастливый невезучий человек
- 1974 — Ужицкая республика
- 1974 — Нападение на тайную полицию — Страуме (роль Роланда Загорскиса)
- 1975 — Старое ружье
- 1975 — Заколдованные столики
- 1976 — Следователь Файяр по прозвищу Шериф
- 1977 — Отблеск в воде —  Николай (роль Иманта Скрастыньша)
- 1977 — Первая любовь Насреддина —  (роль Абдусалома Рахимова)
- 1978 — В клешнях чёрного рака — Янис (роль Улдиса Думписа)
- 1978 — Трезубец бога Шивы (фильм) — Шекхар Гупта (роль Шаши Капур)
- 1978 — За стеклянной дверью — Гунар (роль Мартыньша Калныньша)
- 1978 — Кугитангская трагедия
- 1979 — Такой лжец — Ajay Rai (роль Риши Капур)
- 1980 — Приключения рыжего Майкла
- 1980 — Первое Рождество медведя Йоги (мультфильм)
- 1980 — Встречи с 9 до 9 — Янулис (роль Антанаса Шурна)
- 1981 — Одна ошибка — Ram Kumar Srivatsav (роль Джитендра)
- 1981 — Рябиновые ворота — Oskar (роль Мати Клоорен)
- 1981 — Янку Жиану-гайдук
- 1981 — Желтая роза — Martolea (роль Папила Пандуру)
- 1981 — Чертёнок — Обормот (роль Урмаса Кибуспуу)
- 1982 — Янку Жиану — сборщик налогов
- 1983 — Ико — отважный жеребёнок — кони
- 1983 — Рождественская история Микки — сверчок Джимини (Дух Прошлого Рождества)
- 1984 — Филадельфийский эксперимент
- 1984 — Ва-банк 2, или Ответный удар — Твардиевич, начальник тюрьмы (роль Марека Вальчевского)
- 1984 — Фронт в отчем доме — Моргенштерн (роль Хельмута Калныньша)
- 1985—1987 — Клементина (мультсериал)
- 1985 — Четвёртая власть
- 1987 — Родной ребенок
- 1987 — Любовь выигрывает
- 1988 — Исчезнувшие свидетели
- 1989 — Двое заключённых
- 1991—1992 — Пираты тёмной воды (мультсериал)
- 1991 — Джон Ф. Кеннеди. Выстрелы в Далласе — Дэвид Ферри (роль Джо Пеши)
- 1992 — Непрощённый — писатель Бошамп (роль Сола Рубинека)
- 1992 — Несколько хороших парней — капрал Хаммейкер (роль Кьюбы Гудинга мл, кинотеатральный дубляж)
- 1992 — Смертельное оружие 3 — Лео Гетс (роль Джо Пеши, Невафильм) и Режиссёр фильма (Стефен Т. Кэй, Невафильм)
- 1997 — Городская полиция
- 1997 — Вулкан
- 1999 — Приключения в Изумрудном городе — Страшила
- 2001—2002 — Мышиный дом (мультсериал) — сверчок Джимини
- 2001 — Волшебное Рождество у Микки — сверчок Джимини
- 2004 — Не бей копытом — Abner (роль Денниса Уивера)
- 2004 — Человек-паук 2 — мистер Диткович (роль Ильи Баскина)
- 2005—2007 — Американский дракон: Джейк Лонг (мультсериал) — Leprechaun Brocamas
- 2005 — Туман — Mr. Latham (роль Роберта Харпера)
- 2005 — Легенда Зорро — Полковник Борегар (роль Лео Бёрместера)
- 2006 — У холмов есть глаза — работник бензоколонки (роль Тома Бауэра)
- 2006 — Рики Бобби: Король дороги — Mr. Dennit Sr. (роль Пэта Хингла)
- 2006 — Ночь в музее — Гас (роль Микки Руни)
- 2006 — Рокки Бальбоа — Поли Пеннино (роль Берта Янга)
- 2007 — Нефть — Священник (роль Боба Бока)
- 2008 — Макс Пэйн — Б. Б. Хенсли (роль Бо Бриджеса)
- 2011 — Боевой конь
- 2012 — Джон Картер — Dalton (роль Николаса Вудесона)
- 2012 — Облачный атлас — Old Salty Dog /Mr. Meeks /Prescient 1 (роль Роберта Файфа)

## Награды и заслуги
- В 2006 году Гелий Сысоев был награждён медалью ордена «За Заслуги перед Отечеством» II степени
- Заслуженный артист Российской Федерации (2001)